# Thalictrum punctatum
Thalictrum punctatum är en ranunkelväxtart som beskrevs av H. Lév.. Thalictrum punctatum ingår i släktet rutor, och familjen ranunkelväxter. Inga underarter finns listade i Catalogue of Life.